# 長﨑瞳
長﨑 瞳（ながさき ひとみ、1993年2月19日 - ）は、日本の声優。studio A-CATと業務提携（2022年7月以降）。愛知県出身。

## 人物
新選組が好きであり、舞台巡りなどを行っている。決め台詞は「生まれは愛知、育ちも愛知、だけど名前はナガサキィッ!」

## 出演
太字はメインキャラクター。

### テレビアニメ
2013年
- 宇宙兄弟（川上、少年トミー、クリス、ミレーナー、ウェイトレス　他）
- しまじろうのわお!（しゃくとり虫）

2014年
- トライブクルクル（岡田先生、加納コウジ、体育の先生）

2020年
- 球詠（田辺由比）
- ゾゾゾ ゾンビーくん（ゾビーナ、会社員B）

### 劇場アニメ
- 宇宙兄弟＃0（2014年、エイミー、レポーター、記者他）

### ゲーム
2012年
- THEファミリーパーティー

2015年
- オルタンシア・サーガ -蒼の騎士団-（イレーヌ）
- コズミックボール
- ガチボッコ魂

2016年
- √Letter ルートレター（福井優香、女子高生他）

2017年
- GOD WARS 〜時をこえて〜 / 日本神話大戦（キジ、八百万の神） - 2シリーズ
- ザ・ロストチャイルド（女子高生、アマテラス、バステト他）

2019年
- コトダマ〜藤沢学園の七不思議〜（朝霧ワカバ）
- シェンムーIII（ジョイ、他）

### ドラマCD
- 日本民話シリーズ「生まれ変わったカエル」（2017年）

### CM
- あさひ自動車学校 - ナレーション

### 舞台
- 光射す場所へ、歩く君たちへ（2016年）
- 烏合〜Ugoh〜（2016年）
- 憑き人。（2017年、赤鬼）
- rainy season Hideaway（2017年）
- LadiesShinsengumi!（2017年、斎藤一）